# 남원 윤씨 오룡골 유적
남원윤씨 오룡골 유적은 대한민국 경기도 김포시 고촌읍 신곡리에 있다. 2008년 4월 29일 김포시의 향토유적 제11호로 지정되었다.

## 개요
김포시 고촌읍 신곡리 천둥고개 아래 오룡골에는 남원윤씨의 선영이 있다. 이곳에는 남원윤씨 시조 윤위의 11세손 증참판 윤민신과 아들 5형제(윤구, 윤서, 윤길, 윤철, 윤탁)의 분묘가 있다. 이들 다섯 형제는 조선조 선조대에 4년지간에 문과에 등과하여 오자등과(五子登科)가문을 이루었다. 이곳 오룡골은 “5형제가 대과에 등과하였다”하여 불렸다는 유래가 전한다. 
현재 묘역에는 1685년에 세운 참판공 윤민신의 묘비가 보존되어 있으며, 이 묘비는 숙종조 영의정 ‘퇴우당 김수흥’이 찬한 비문으로 김수흥의 문집인 퇴우당집(10권,195면)에 수록되어 있다. 이 지역에는 ‘남원윤씨참판공오자등과파’라 하여 윤씨 일가가 400여년을 넘게 살아왔고 그 종원이 3,000여명에 이르고 있다